# Bohumil Nuska
Bohumil Nuska (* 5. listopadu 1932, České Budějovice) je historik umění, kulturní historik, básník, prozaik, kreslíř a filozof.

## Život
Bohumil Nuska se narodil v Českých Budějovicích, po studiu místního gymnázia absolvoval filosoficko-historickou fakultu University Karlovy v Praze, obor dějiny umění a historie (1957, diplomová práce Česká renesanční knižní vazba).
Poté nastoupil jako odborný pracovník do Severočeského muzea v Liberci, kde zaměřil svou vědeckou činnost na studium a výzkum v oblasti české i evropské knižní kultury a založil a po léta pak doplňoval sbírku bohemikálních starých tisků. Věnoval se také Soupisu českých renesančních knižních vazeb 15. až 17. století na území Čech a Moravy. Založil a redigoval sborník Historická knižní vazba (od roku 1962) a průběžně publikoval řadu odborných studií a příspěvků v časopisech, ročenkách a sbornících v Československu i v zahraničí. Postupně zpracoval a roku 1965 vydal dosud odbornými pracovníky a pedagogy užívanou syntézu a zároveň i metodologickou rukověť Typologie českých renesančních knižních vazeb (terminologie, slohové určování a datování materiálu).
S širší problematikou tématu souvisí i otázky konzervace a restaurování knižního a archivního materiálu, publikované v různých odborných médiích, a dále dohled nad některými restaurátorskými realizacemi, konzultační aktivity a přednášková činnost a zároveň s tím i teoreticky orientované knihovědné příspěvky k dané tematice. Souběžně s evidencí relevantního materiálu pro soupis vazeb byl průběžně realizován i dohled nad vybranými antikvariáty a jejich pracovišti a zajišťován výkup bohemikálních exemplářů Komisí pro výkup starožitností při NM v Praze. Po léta byly také řešeny problémy prodeje a vývozů bohemikálních starých tisků do zahraničí, mizejících v cizině bez jakékoliv evidence a kontroly (Antikvariát, Artia ad.).
V roce 1968 obdržel doktorát z filosofie na Universitě Karlově v Praze, od roku 1972 spolupracoval jako teoretik s divadlem Studio Ypsilon v Liberci, přičemž publikoval řadu příspěvků o formující se poetice této experimentální scény. Roku 1991 se stal členem katedry společenských věd Vysoké školy strojní a textilní. Od jejího zřízení, roku 1991 až do roku 2003 vedl katedru filosofie Technické univerzity v Liberci. V letech 1992 - 1994 přednášel v Praze na DAMU a na katedře knihovnictví a informatiky University Karlovy.
Roku 1995 habilitoval na Filosofické fakultě UK v Praze prací Základy obecné symboloniky, v roce 2009 byl na Divadelní fakultě DAMU v Praze jmenován profesorem v oboru Teorie a kritika.

## Dílo
V oblasti literární tvorby především beletristické autor debutoval v roce 1965 prózami Příboj klidu a Kráska a textem Rytíř a smrt v časopise Tvář (č. 2 a č. 10). Po ideologicky motivovaném zákazu Tváře publikoval beletristické texty v Sešitech pro mladou literaturu, později rovněž zakázaných. V roce 1967 vyšel v nakladatelství Mladá fronta knižně soubor prozaických textů Hledání uzlu. V kulturně-historické revue Dějiny a současnost byla roku 1967 ve dvou částech publikována studie Švihova aféra a Kafkův proces (č. 9 a č. 10), upozorňující na objev zásadního inspirativního zdroje Kafkova románu Proces. V roce 1969, již po okupaci sovětskými vojsky, se ještě podařilo v Severočeském nakladatelství vydat monografii Švihova aféra a Kafkův proces (Příspěvek k interpretaci zdrojů Kafkova díla). Tento titul byl později dán na index knih vyřazovaných z veřejných knihoven. Druhé vydání s doplňujícími texty vyšlo roku 2000 v brněnském nakladatelství Barrister & Principal.
Za časů „normalizace“ let šedesátých a sedmdesátých byly publikovány pouze práce z tematických okruhů dějin umění, především uměleckého řemesla a knižní kultury. Teprve po pádu komunistického režimu vyšel v nakladatelství TORST obsáhlý prozaický text, provázený též autorovými samoskresbami a nazvaný Padraikův zánik, načrtnutý již v roce 1969 jako reakce na okupaci a na projevy počínající celospolečenské rezignace.
Od sedmdesátých let soustřeďuje svůj odborný zájem a badatelskou aktivitu na výstavbu symboloniky, interdisciplinárního oboru, vycházejícího především z estetiky, kulturní historie a kulturní antropologie. Symbolonika se týká především reflexí rytmu a z rytmu odvozených kvalit v kreativitě člověka a posléze i v lidské aktivitě vůbec. Symbolonická studia lze, s ohledem na jejich filosofické konotace, charakterizovat též jako symbolonicky orientovaný výzkum rytmologický. Na symbolonická témata již vyšla řada publikací, jak studií a odborných textů ve sbornících, tak i článků populárně-vědných.
Autorovy texty a bloky samokreseb z let 1970 až 1989, které v období chátrajícího politického systému samozřejmě nemohly vyjít, byly roku 1998 vydány v souboru nazvaném Okamžiky. Postupně vycházely i další tituly, sbírka próz Tanec smrti (2002), provázená samoskresbami, dále ilustrované prózy Ptačí údolí aneb Idylka (2004), dále O Paní Vševládné (2005), soubor cyklů básnických textů Podzimy a jara (2007) a prózy se samokresbami Obrazy neradostné (2007). Roku 2008 vychází tzv. „dynamický text“, provázený samokresbami a nazvaný Kosmická událost (Filosofická pohádka pro dospělé), a následovaly svazky cyklů krátkých próz Malé příběhy (2009), objemné Rozhovory Radima Kopáče s Bohumilem Nuskou 2008–2009 (vyšlo 2010) a titul Bez studu a bez zábran (z našeho politického života), sbírka samokreseb provázená antickými citáty. Ve sborníku Práce zahání démony, vydaném k sedmdesátinám autora roku 2003, vyšly Bibliografie prací 1958–2002 a Autobiografické poznámky.
Zmíněné symbolonické látky se týká zvláště monografická trilogie Rytmus, tvorba, divadlo (Teatrologická tematika z hlediska symboloniky), postupně vycházející v letech 2013, 2016 a 2019 v nakladatelství Pražská scéna.
Roku 2021 znovu vydaná sbírka již publikovaných textů Advent 1978 je ohlédnutím za těžkými časy nesvobody. Jako „kronika“ některých jevů dvacátého století je koncipován román Granátový náhrdelník a s tímto spojený, avšak nezávisle vydávaný soubor samokreseb nazvaný Pod čarou (Textokresby). Poslední dvě uvedená díla jsou připravována k tisku (2022).